# フェアプレイ (競走馬)
フェアプレイ (Fair Play) はアメリカ合衆国の競走馬、および種牡馬。競走馬としてローレンスリアライゼーションステークスなどの勝鞍を持ち、種牡馬入りして多くの実績馬を輩出した。とくにマンノウォーの父として有名である。1956年にアメリカ競馬殿堂入りを果たした。

## 経歴
ベルモントパーク競馬場の創設者としても知られる大馬主オーガスト・ベルモント2世の生産・所有した馬である。1907年に2歳でデビューを迎え、同年はフラッシュステークスなどのステークス競走勝ちを収めた。しかし、この年にデビューした同期にコリンがおり、プロデュースステークスやメイトロンステークスでの対戦では大きく離されての2着に入るのが精いっぱいであった。
年が明けて3歳、王道路線に進路を取ったフェアプレイは、やはりコリンと対決せざるを得なかった。ここでもコリン相手に先着することはできず、初対決のウィザーズステークスでは2馬身差の2着、大一番のベルモントステークスではアタマ差で勝利を逃した。その後コリンは故障により引退、結局最後まで土をつけることはできなかった。
その後の3歳牡馬路線において、フェアプレイは最後の大競走であったローレンスリアライゼーションステークスで優勝、このほかにもブルックリンダービーなど7勝を挙げるに至った。しかしそれでも3勝しかしていないはずのコリンの影響力を拭いきることはできず、フェアプレイはこの年はいずれの年度代表馬表彰にも選出されなかった。
1908年にニューヨーク州が賭博の禁止条例を打ち出したため、数多くの競走馬が別の競馬開催地へと疎開していった。フェアプレイも1909年にイギリスに移り、同地で競馬を続けたが、故障もあってまったく活躍できず、その年限りで引退した。

## 引退後
引退後はアメリカに戻り、1910年より種牡馬として第二の馬生を送ることになった。
最初のうちはあまり大物を出せなかったが、1917年に生まれたマンノウォーが2歳から大活躍を見せ、1920年にはその圧倒的なパフォーマンスによりフェアプレイを北アメリカリーディングサイアーの座に輝かせた。種牡馬としてもマンノウォー系と呼ばれる流れを形成し、後世に多大な影響を残すことになった。細々ではあるが、マンノウォーを通したフェアプレイの父系は現在においても続いている。
マンノウォーがとくに有名ではあるが、このほかにもステークス勝ち馬を何頭も出している。ジョッキークラブゴールドカップステークスを連覇したMad Hatter（マッドハッター）、1926年のプリークネスステークス優勝馬のDisplay（ディスプレイ）、1927年のベルモントステークス優勝馬のChance Shot（チャンスショット）、繋駕速歩競走の殿堂馬Fairmount（ファイアマウント）などがいる。これらの活躍馬によって、1920年のほかにも2回リーディングサイアーになっている。
このほか、フェアプレイ産駒の牝馬Slopingは日本に輸入されて「星富」の繁殖名になり、のちにヒサヨシ事件の当事者となるヒサヨシを産んでいる。
1924年にベルモントが亡くなると、ジョセフ・アーリー・ワイドナーがフェアプレイを買い取り、終の棲家となるエルメンドルフファームに移された。
1929年12月、フェアプレイは24歳のときに死亡した。遺骸は牧場内に埋葬され、その墓の上にはフェアプレイをかたどった等身大の銅像が建てられている。

## 評価

### おもな勝鞍
1907年（2歳）　10戦3勝
フラッシュステークス、モントークステークス
2着 - プロデュースステークス、メイトロンステークス、ホープフルステークス
1908年（3歳）　16戦7勝
ローレンスリアライゼーションステークス、ジェロームハンデキャップ、ブルックリンダービー、コニーアイランドジョッキークラブステークス
2着 - ベルモントステークス、ウィザーズステークス
1909年（4歳）　6戦0勝

### 種牡馬成績
- 1920年・1924年・1927年 - 北アメリカリーディングサイアー
- 1931年・1934年・1938年 - 北アメリカリーディングブルードメアサイアー

### 表彰
- 1956年 - アメリカ競馬名誉の殿堂博物館により、殿堂馬として選定される。

## 血統表
| フェアプレイの血統（マッチェム系 / Pocahontas 5x5=6.25%） | フェアプレイの血統（マッチェム系 / Pocahontas 5x5=6.25%） | フェアプレイの血統（マッチェム系 / Pocahontas 5x5=6.25%） | （血統表の出典）     | （血統表の出典） |
| 父 Hastings 1893 青鹿毛 アメリカ                          | 父の父Spendthrift 1876 栗毛 アメリカ                      | Australian                                                | West Australian      | West Australian  |
| 父 Hastings 1893 青鹿毛 アメリカ                          | 父の父Spendthrift 1876 栗毛 アメリカ                      | Australian                                                | Emilia               |                  |
| 父 Hastings 1893 青鹿毛 アメリカ                          | 父の父Spendthrift 1876 栗毛 アメリカ                      | Aerolite                                                  | Lexington            | Lexington        |
| 父 Hastings 1893 青鹿毛 アメリカ                          | 父の父Spendthrift 1876 栗毛 アメリカ                      | Aerolite                                                  | Florine              |                  |
| 父 Hastings 1893 青鹿毛 アメリカ                          | 父の母Cinderella 1885 鹿毛 イギリス                       | Tomahawk                                                  | King Tom             | King Tom         |
| 父 Hastings 1893 青鹿毛 アメリカ                          | 父の母Cinderella 1885 鹿毛 イギリス                       | Tomahawk                                                  | Mincemeat            |                  |
| 父 Hastings 1893 青鹿毛 アメリカ                          | 父の母Cinderella 1885 鹿毛 イギリス                       | Manna                                                     | Brown Bread          | Brown Bread      |
| 父 Hastings 1893 青鹿毛 アメリカ                          | 父の母Cinderella 1885 鹿毛 イギリス                       | Manna                                                     | Tartlet              |                  |
| 母 Fairy Gold 1896 栗毛 イギリス                          | 母の父Bend Or 1877 栗毛 イギリス                          | Doncaster                                                 | Stockwell            | Stockwell        |
| 母 Fairy Gold 1896 栗毛 イギリス                          | 母の父Bend Or 1877 栗毛 イギリス                          | Doncaster                                                 | Marigold             |                  |
| 母 Fairy Gold 1896 栗毛 イギリス                          | 母の父Bend Or 1877 栗毛 イギリス                          | Rouge Rose                                                | Thormanby            | Thormanby        |
| 母 Fairy Gold 1896 栗毛 イギリス                          | 母の父Bend Or 1877 栗毛 イギリス                          | Rouge Rose                                                | Ellen Horne          |                  |
| 母 Fairy Gold 1896 栗毛 イギリス                          | 母の母Dame Masham 1889 黒鹿毛 イギリス                    | Galliard                                                  | Galopin              | Galopin          |
| 母 Fairy Gold 1896 栗毛 イギリス                          | 母の母Dame Masham 1889 黒鹿毛 イギリス                    | Galliard                                                  | Mavis                |                  |
| 母 Fairy Gold 1896 栗毛 イギリス                          | 母の母Dame Masham 1889 黒鹿毛 イギリス                    | Pauline                                                   | Hermit               | Hermit           |
| 母 Fairy Gold 1896 栗毛 イギリス                          | 母の母Dame Masham 1889 黒鹿毛 イギリス                    | Pauline                                                   | Lady Masham F-No.9-e |                  |